# Cerkiew Narodzenia Najświętszej Maryi Panny w Sanoku

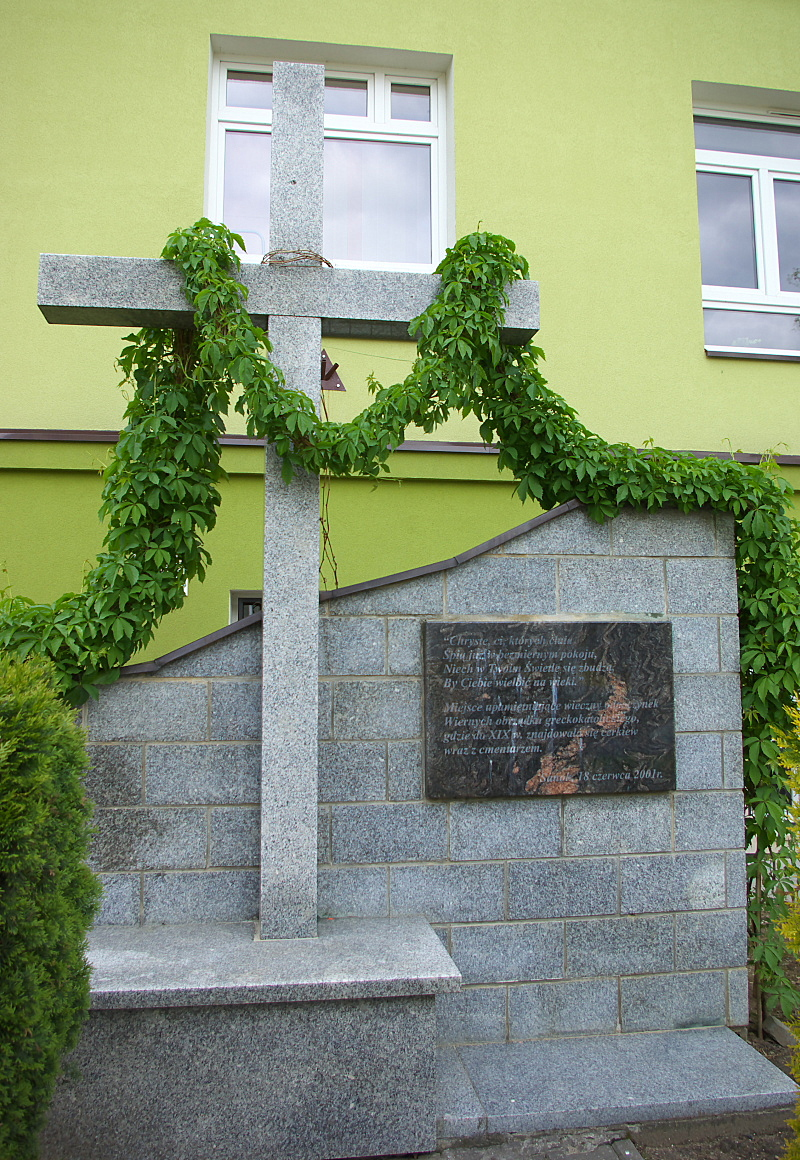
Miejsce przycerkiewnego cmentarza upamiętnia od roku 2001 granitowy krzyż.

Cerkiew Narodzenia Najświętszej Maryi Panny – nieistniejąca, drewniana cerkiew obrządku bizantyjskiego w Sanoku. Cerkiew znajdowała się poza murami miasta w średniowieczu.
Świątynia była zlokalizowana pomiędzy obecnymi ulicami Jana III Sobieskiego i Teofila Lenartowicza w Sanoku. W miejscu dawnej cerkwi i cmentarza położone są obecnie Zespół Szkół nr 1 im. Karola Adamieckiego oraz budynek przy ulicy Teofila Lenartowicza 2 (Miejska Biblioteka Publiczna).
Do 1790 roku parcela na której znajduje się szkoła należała do cerkwi prawosławnej (z 1507 roku), a następnie unickiej, pw. Narodzenia NMP, przy której znajdował się cmentarz grzebalny. Pierwotny, nieistniejący cmentarz przy ulicy Matejki został utworzony Wskutek dekretu o cmentarzach zamiejskich z 21 stycznia 1784 roku (dokument nakazywał przeniesienie cmentarzy poza miejsca zamieszkałe), wydanego przez cesarza Józefa II Habsburga, zmarłych grzebano odtąd na cmentarzu przy ulicy Matejki, a następnie Rymanowskiej (obecnie Cmentarz Centralny).
Podczas remontu budynku w latach 80. XX wieku oraz podczas prac archeologicznych w 2011 roku natrafiono na resztki pochówków. Pamiątką po dawnej cerkwi jest ołtarz boczny, umieszczony w Soborze Świętej Trójcy, poświęcony ikonie Matki Boskiej, którą przeniesiono z cerkwi Narodzenia Matki Bożej. 
Miejsce po cmentarzu i wierni obrządku greckokatolickiego pochowani w tym miejscu zostali upamiętnieni granitowym pomnikiem w formie krzyża (tzw. „Krzyż Przebłagania”) z tablicą pamiątkową. Pomnik odsłonięto 18 czerwca 2001 roku. Inskrypcja głosi: „Chryste, ci, których ciała / Śpią już w bezmiernym pokoju, / Niech w Twoim Świetle się zbudzą, / By Ciebie wielbić na wieki.” Miejsce upamiętniające wieczny odpoczynek Wiernych obrządku greckokatolickiego, gdzie do XIX w. znajdowała się cerkiew Narodzenia Najświętszej Maryi Panny wraz z cmentarzem. Sanok, 18 czerwca 2011 r..
W sierpniu 2013 na Cmentarzu Południowym w Sanoku przy ulicy Ustronie dokonano zbiorowego pochówku szczątków ludzkich wydobytych w czasie wykopalisk w miejscu cerkwi oraz odnalezionych podczas prac archeologicznych w innych miejscach Sanoka.